# Hörby-Posten Central-Skåne
Hörby-Posten Central-Skåne var namnet på en dagstidning som utgiven från den 3 januari 1891 till 30 november 1911. Den fullständiga titeln var från 1898 Hörby-Posten Central-Skåne. Provnummer av Hörbyposten kom ut 26 november 1890 till 24 december 1890. Hörby-Posten hade undertiteln  Tidning för Frosta, Färs och Gärds härader, utbytt Tidning för mellersta Skåne den 2 januari 1892 till 30 november 1899.
Tidningen var resultatet av att Central-Skåne lades till titeln för Hörby-Posten 1898. År 1902 övertogs tidningen av Ivar Säfstrand, som med ett kort uppehåll förblev chefredaktör hela tiden. Tidningen, som utkom tre dagar i veckan, hade en efter Säfstrands övertagande en liberal eller frisinnad tendens Före 1902 var den opolitisk. År 1911 uppgick tidningen i den nygrundade tidningen Mellersta Skåne.
Utgivningsbevis för tidningen Hörby-Posten utfärdades för litteratören Johan Göransson 19 november 1890  och redaktören Gustaf Segerstéen den 14 april 1898 samt för den sistnämnde för tidningen Central-Skåne den 14 december 1898. Central Skåne kom ut med ett nummer den 13 januari 1899 lika lydande med Hörby-Posten den 14 januari 1899 Detta endast för bevarande av utgivningsbeviset. Utgivningsbeviset utfärdades  den 2 december i Lund för Hörby-Posten Central Skåne och den 7 november 1900 i Hörby.

## Redaktion
Redaktionen låg hela utgivningstiden i Hörby. Tidningen gavs ut onsdagar till 24 december 1890, sedan två dagar i veckan onsdag  och lördag till 30 december 1893. Från början av 1894 till upphörandet var tidningen tredagars med utgivning tisdag, torsdag och lördag.
| Period                 | Ansvarig utgivare         | Titel                   | Period                 | Redaktör           |
| 1898-04-14--1902-10-29 | Segerstéen, Anders Gustaf | redaktören Hörbyposten  | 1900-01-02--1901-11-16 | Segerstéen, Gustaf |
| 1898-12-14--1902-10-29 | Segerstéen, Anders Gustaf | redaktören Centralskåne | 1901-11-19--1901-12-10 | ingen uppgift      |
| 1902-10-30--1910-05-25 | Säfstrand, Ivar Arthur    | kantorn och organisten  | 1902-11-18--1910-05-28 | Säfstrand, Ivar    |
| 1910-05-26--1911-11-27 | Ek, Fredrik Wilhelm       | redaktören              | 1910-05-31--1911-11-30 | Ek, Fredrik        |
| 1911-11-28--1911-11-30 | Säfstrand, Ivar Arthur    | filosofie kandidaten    | 1911-12-02--1911-12-30 | Säfstrand, Ivar    |

## Tryckning
Tidningen trycktes i Lund hos E. Malmström till 9 april 1892, sedan hos Christian Bülow från 13 april 1892  till 1 december 1894  i N. Fr. Carlströms tryckeri från 4 december 1894 till 1 december 1900. Sedan tryckte Aktiebolaget Central-Skåne i Lund tidningen från den 3 februari till 7 maj 1900 , men sedan trycktes den i Hörby  från 1905 till 9 december 1911 av Aktiebolaget Central-Skånes tryckeri i Hörby.  Men sedan tog AB Mellersta Skånes Tidningars tryckeri i Hörby över.
Tidningen trycktes bara med trycksvärta med antikva som typsnitt vilket gäller båda de föregående tidningarna, Satsytorn var stora 52-59 x38-44 cm och tidningen hade 4 sidor, dvs bestod av ett dubbelvikt ark. Tidningen kostade 3.60 och 3,80 för en helårsprenumeration. Upplagan var 1904 1300 och ökade sakta till 1800 vid sammanläggningen med Mellersta Skåne.